# الاقصی
الاقصی (عربی: الأقصی) یا مسجدالاقصی (عربی: المسجد الأقصی) کل مجموعه بناهای مذهبی اسلامی می‌باشند که بر فراز کوه معبد، که به حرم الشریف نیز معروف است، واقع شده‌اند. مکان آن در شهر قدیمی اورشلیم، قرار گرفته. از جمله آثار آن شامل قبه الصخره، بسیاری از مساجد و نمازخانه‌ها، مدارس، زاویه‌ها، خلوص و سایر گنبدها و بناهای مذهبی و همچنین چهار مناره در اطراف آن می‌باشند. مسجد جماعت یا نمازخانه اصلی این مجموعه به‌صورت‌های مختلف با نام‌های مسجد الاقصی و مسجد قبله شناخته می‌شود. برای جلوگیری از سردرگمی، محوطه وسیع‌تر را گاهی به سادگی مسجد الاقصی می‌خوانند.
در زمان حکومت خلیفه راشدین عمر (حک. 634–644) یا خلیفه اموی معاویه اول (حک. 661–680)، نمازخانه کوچکی در محوطه در نزدیکی محل مسجد ساخته شد. مسجد امروزی که در دیوار جنوبی محوطه قرار دارد، در اصل توسط پنجمین خلیفه اموی ، عبدالملک (حک. 685–705) یا جانشین وی ولید اول (حک. 705–715) (یا هر دو) به عنوان یک مسجد جماعت در همان محور قبه الصخره ساخته شد که یک بنای یادبود اسلامی محسوب می‌شود. مسجد پس از ویران شدن در زلزله سال ۷۴۶، در سال ۷۵۸ توسط خلیفه عباسی المنصور بازسازی شد. در سال ۷۸۰ به دست خلیفه عباسی المهدی گسترش بیشتری یافت و پس از آن پانزده راهرو و یک گنبد مرکزی به آن افزوده‌شد. با این حال، مجدداً در طی زمین لرزه دره ریفت اردن در سال ۱۰۳۳ ویران گشت. مسجد توسط خلیفه فاطمی الظاهر (ح. ۱۰۲۱–۱۰۳۶) بازسازی شد که مسیرهای آن را به هفت راهرو کاهش داد، اما فضای داخلی آن با طاق‌نماهای مرکزی پیچیده‌ای که با موزاییک‌های گیاهی پوشانده شده بود تزئین گردید. ساختار فعلی طرح کلی قرن یازدهم را حفظ کرده‌است.
سلسله‌های اسلامی حاکم در طول بازسازی‌های دوره‌ای به مسجد و محوطه‌های آن افزوده‌هایی مانند گنبد، نما، مناره‌ها و منبر افزوده‌اند. پس از تصرف آن توسط صلیبیون در سال ۱۰۹۹، مسجد به عنوان کاخ مورد استفاده قرار گرفت. همچنین مقر فرقه مذهبی شوالیه‌های معبد نیز در آنجا بود. پس از فتح این منطقه توسط صلاح الدین در سال ۱۱۸۷، کارکرد این بنا به عنوان مسجد بازسازی گردید. پروژه‌های بازسازی، تعمیر و توسعه بیشتری در قرون بعدی توسط ایوبیان، ممالیک، عثمانی‌ها، شورای عالی مسلمانان فلسطین بریتانیا و در زمان اشغال کرانه باختری توسط اردن انجام شد. از آغاز اشغال کرانه باختری توسط اسرائیل، این مسجد تحت مدیریت مستقل وقف اسلامی بیت‌المقدس باقی مانده‌است.